# Relaciones Chile-Eslovaquia
Las relaciones Chile-Eslovaquia son las relaciones internacionales entre la República de Chile y la República Eslovaca.

## Historia

### SigloXX
Las relaciones diplomáticas entre Chile y Eslovaquia fueron establecidas el 1 de enero de 1993. Previamente, Chile había reconocido la independencia de Eslovaquia el mismo día.

## Relaciones comerciales
En 2022, el intercambio comercial entre ambos países ascendió a los 53 millones de dólares estadounidenses, lo que supuso un 14,7% de crecimiento promedio anual en los últimos cinco años. Los principales productos exportados por Chile fueron ciruelas secas, vinos y maíz para siembra, mientras que Eslovaquia exportó mayoritariamente dentífricos, automóviles, aparatos para filtrar gases y alambre.

## Misiones diplomáticas
- La embajada de Chile en Austria concurre con representación diplomática a Eslovaquia.[3] Asimismo, Chile cuenta con un consulado honorario en Bratislava.[4]
- La embajada de Eslovaquia en Argentina concurre con representación diplomática a Chile.[3] Asimismo, Eslovaquia cuenta con un consulado general honorario en Santiago de Chile, en la comuna de Lo Barnechea.[5]